# Albert von Bezold
Ludwig Friedrich Albert von Bezold (ur. 7 stycznia 1836 w Ansbach, zm. 2 marca 1868 w Würzburgu) – niemiecki fizjolog.

## Życiorys
Urodził się w Ansbach jako ósme dziecko miejscowego lekarza. Od 1853 roku studiował medycynę w Monachium. W 1854 roku zachorował na gorączkę reumatyczną, która spowodowała u niego ciężkie zwężenie zastawki mitralnej. Kontynuował studia w Würzburgu, gdzie jego nauczycielem był m.in. Rudolf Albert von Kölliker. Od 1857 roku pracował w Berlinie w laboratorium Emila du Bois-Reymonda. W 1859 roku został profesorem fizjologii na Uniwersytecie w Jenie. Od 1865 roku w Würzburgu, gdzie zastąpił von Köllikera na katedrze fizjologii. Zmarł w wieku 32 lat z powodu nabytej na studiach wady serca. Jego następcą był Adolf Eugen Fick.

## Wybrane prace
- Untersuchungen über die elektrische Erregung der Nerven und Muskeln. Leipzig, 1861
- Untersuchungen über die Innervation des Herzens. Leipzig, 1863.
- Über die physiologischen Wirkungen des essigsäuren Veratrins. (z Ludwigiem Hirtem). [w:] Untersuchungen aus dem physiologischen Laboratorium in Würzburg. Leipzig, 1867 vol. 1 ss. 73-123.